# KHK
KHK (англ. Ketohexokinase) – білок, який кодується однойменним геном, розташованим у людей на 2-й хромосомі. Довжина поліпептидного ланцюга білка становить 298 амінокислот, а молекулярна маса — 32 523.
| 10         |  | 20         |  | 30         |  | 40         |  | 50         |
| ---------- |  | ---------- |  | ---------- |  | ---------- |  | ---------- |
| MEEKQILCVG |  | LVVLDVISLV |  | DKYPKEDSEI |  | RCLSQRWQRG |  | GNASNSCTVL |
| SLLGAPCAFM |  | GSMAPGHVAD |  | FLVADFRRRG |  | VDVSQVAWQS |  | KGDTPSSCCI |
| INNSNGNRTI |  | VLHDTSLPDV |  | SATDFEKVDL |  | TQFKWIHIEG |  | RNASEQVKML |
| QRIDAHNTRQ |  | PPEQKIRVSV |  | EVEKPREELF |  | QLFGYGDVVF |  | VSKDVAKHLG |
| FQSAEEALRG |  | LYGRVRKGAV |  | LVCAWAEEGA |  | DALGPDGKLL |  | HSDAFPPPRV |
| VDTLGAGDTF |  | NASVIFSLSQ |  | GRSVQEALRF |  | GCQVAGKKCG |  | LQGFDGIV   |

A: Аланін

C: Цистеїн

D: Аспарагінова кислота

E: Глутамінова кислота

F: Фенілаланін

G: Гліцин

H: Гістидин

I: Ізолейцин

K: Лізин

L: Лейцин

M: Метіонін

N: Аспарагін

P: Пролін

Q: Глутамін

R: Аргінін

S: Серин

T: Треонін

V: Валін

W: Триптофан

Кодований геном білок за функціями належить до трансфераз, кіназ. 
Задіяний у таких біологічних процесах, як вуглеводний обмін, альтернативний сплайсинг. 
Білок має сайт для зв'язування з АТФ, нуклеотидами. 